# Gyeongsang Bắc
Gyeongsangbuk-do hay Gyeongsang Bắc (tiếng Hàn: 경상북/ 慶尙北道, Hán Việt: Khánh Thượng Bắc) là một tỉnh nằm ở phía đông nam Hàn Quốc. Phía đông giáp biển Đông, phía tây giáp 2 tỉnh Jeolla Bắc và Chungcheong Bắc, phía nam giáp tỉnh Gyeongsang Nam, bao quanh thành phố Daegu và Ulsan, phía bắc giáp tỉnh Gangwon. Tỉnh được chia thành 10 thành phố và 13 quận, trung tâm hành chính nằm ở thành phố Andong.

## Địa lý và khí hậu
Tỉnh là một phần của vùng Yeongnam, giáp biển Nhật Bản ở phía đông, tỉnh Gyeongsangnam ở phía nam và các tỉnh Jeollabuk và Chungcheongbuk ở phía tây và tỉnh Gangwon ở phía bắc.
Gyeongsangbuk là tỉnh nóng nhất Hàn Quốc vào mùa hè bởi xung quanh bị bao bọc bởi núi. Dãy núi Taebaek (Thái Bạch) ở phía đông và Dãy núi Sobaek (Tiểu Bạch) ở phía tây.

## Văn Hóa
Gyeongsangbuk là quê hương của vương quốc Silla và là nơi lưu giữ được nhiều truyền thống văn hóa, là nơi sản sinh ra nhiều nghệ sĩ, nhà lãnh đạo và học giả.

## Thành phố kết nghĩa
- Alsace, Pháp
- Thái Nguyên, Việt Nam

## Phân cấp hành chính
Gyeongsangbuk-do được chia thành 10 thành phố (si) và 13 huyện (gun). Tên dưới đây được viết bằng Hangul và Hanja:

### Thành phố
| - Andong (안동시; 安東市) - Yeongju (영주시; 榮州市) - Sangju (상주시; 尙州市) - Pohang (포항시; 浦項市) - Mungyeong (문경시; 聞慶市) | - Yeongcheon (영천시; 永川市) - Gyeongsan (경산시; 慶山市) - Gyeongju (경주시; 慶州市) - Gimcheon (김천시; 金泉市) - Gumi (구미시; 龜尾市) |

### Huyện
| - Cheongdo (청도군; 淸道郡) - Cheongsong (청송군; 靑松郡) - Chilgok (칠곡군; 漆谷郡) - Gunwi (군위군; 軍威郡) - Goryeong (고령군; 高靈郡) | - Yeongdeok (영덕군; 盈德郡) - Yeongyang (영양군; 英陽郡) - Ulleung (울릉군; 咸陽郡) - Uljin (울진군; 蔚珍郡) | - Yecheon (예천군; 醴泉郡) - Seongju (성주군; 星州郡) - Bonghwa (봉화군; 奉化郡) - Uiseong (의성군; 義城郡) |

## Tôn giáo
Tôn giáo ở Gyeongsang Bắc (2005)
Theo điều tra dân số năm 2005, dân số của Gyeongsang Bắc 18.6% theo Kitô giáo (11.5% Tin Lành và 7.1% Công giáo) và 33.9% theo Phật giáo. 47.5% dân số phần lớn không theo tôn giáo hoặc theo chủ nghĩa Muism và các tôn giáo bản địa khác.

## Liên kết
- Gyeongsangbuk-do provincial government in English
- Alsace/Gyeongsangbuk-do Lưu trữ ngày 3 tháng 2 năm 2007 tại Wayback Machine